# رشاد جونسون
رشاد جونسون (بالإنجليزية: Rashad Johnson)‏ هو لاعب كرة قدم أمريكية أمريكي، ولد في 2 يناير 1986 في ساليجنت في الولايات المتحدة.

## وصلات خارجية
- رشاد جونسون على موقع مرجع كرة القدم المحترفة.كوم (الإنجليزية)